# Lijst van vlaggen van Pakistaanse deelgebieden
Dit artikel bevat een lijst van vlaggen van Pakistaanse deelgebieden. Pakistan wordt ten eerste gevormd door vier provincies. Verder is er een hoofdstedelijk district dat buiten de provinciale indeling valt, zijn er de Federaal Bestuurde Stamgebieden aan de grens met Afghanistan en twee federale gebieden in de door Pakistan beheerste delen van het omstreden Kasjmir.

## Deelgebieden
| Kaart | Provincie          | Vlag | Artikel over de vlag        | Ratio |
| ----- | ------------------ | ---- | --------------------------- | ----- |
|       | Beloetsjistan      |      | Vlag van Beloetsjistan      | 2:3   |
|       | Khyber-Pakhtunkhwa |      | Vlag van Khyber-Pakhtunkhwa | 2:3   |
|       | Punjab             |      | Vlag van Punjab (Pakistan)  | 2:3   |
|       | Sind               |      | Vlag van Sind               | 2:3   |

### Federale territorium
| Kaart | Territorium                          | Vlag | Artikel over de vlag                              | Ratio |
| ----- | ------------------------------------ | ---- | ------------------------------------------------- | ----- |
|       | Hoofdstedelijk Territorium Islamabad |      | Vlag van het Hoofdstedelijk Territorium Islamabad | 1:1   |
|       | Federaal Bestuurde Stamgebieden      |      | Vlag van de Federaal Bestuurde Stamgebieden       | 1:1   |

### Autonome gebieden in Kasjmir
| Kaart | Deelgebied       | Vlag | Artikel over de vlag      | Ratio |
| ----- | ---------------- | ---- | ------------------------- | ----- |
|       | Azad Kasjmir     |      | Vlag van Azad Kasjmir     | 2:3   |
|       | Gilgit-Baltistan |      | Vlag van Gilgit-Baltistan | 2:3   |